# Мртви се не враћају
„Мртви се не враћају” је југословенска телевизијска серија снимљена 1983. године у продукцији ТВ Нови Сад.

## Епизоде
| Сезона | Епизода | Назив | Датум             |
| ------ | ------- | ----- | ----------------- |
| 1      | 1       | /     | 16. јануара 1983. |
| 1      | 2       | /     | 23. јануара 1983. |
| 1      | 3       | /     | 30. јануара 1983. |

## Улоге
| Глумац                | Улога                   |
| --------------------- | ----------------------- |
| Светозар Цветковић    | (3 еп. 1983)            |
| Стеван Гардиновачки   | (3 еп. 1983)            |
| Марина Кољубајева     | (3 еп. 1983)            |
| Жарко Лаушевић        | (3 еп. 1983)            |
| Звонко Лепетић        | (3 еп. 1983)            |
| Стане Потиск          | (3 еп. 1983)            |
| Милан Штрљић          | (3 еп. 1983)            |
| Павле Вуисић          | (3 еп. 1983)            |
| Стево Жигон           | (3 еп. 1983)            |
| Ђерђ Фејес            | (2 еп. 1983)            |
| Соња Јосић            | (2 еп. 1983)            |
| Ана Кардеус           | (2 еп. 1983)            |
| Милан Срдоч           | (2 еп. 1983)            |
| Аљоша Вучковић        | (2 еп. 1983)            |
| Велимир Животић       | (2 еп. 1983)            |
| Еуген Ференци         | (1 еп. 1983)            |
| Петар Краљ            | (1 еп. 1983)            |
| Свен Ласта            | (1 еп. 1983)            |
| Тихомир Станић        | (1 еп. 1983)            |
| Горан Султановић      | (1 еп. 1983)            |
| Хајналка Варадy Фисер | (1 еп. 1983)            |
| Катица Жели           | (1 еп. 1983)            |
| Душан Јанићијевић     | (непознат број епизода) |

Комплетна ТВ екипа  ▼
| Редитељ    | Звонимир Илијић | (3 еп. 1983) |
| Сценариста | Ђула Фехер      | (3 еп. 1983) |